# Doratulina asiatica
Doratulina asiatica är en insektsart som beskrevs av Hajime Ishihara 1961. Doratulina asiatica ingår i släktet Doratulina och familjen dvärgstritar. Inga underarter finns listade i Catalogue of Life.